# Scolionema suvaense
Scolionema suvaense is een hydroïdpoliep uit de familie Olindiasidae. De poliep komt uit het geslacht Scolionema. Scolionema suvaense werd in 1899 voor het eerst wetenschappelijk beschreven door Agassiz & Mayer. 